# Бритиков Анатолій Федорович
Анатолій Федорович Бритиков (1 лютого 1926 — 15 березня 1996) — російський радянський вчений-літературознавець, критик, один з провідних фахівців в області радянської літератури, відомий фахівець з наукової фантастики, доктор філологічних наук.

## Біографія
Анатолій Федорович Бритиков народився 1 лютого 1926 року у місті Бахмут, Донецької області. Після закінчення у 1950 році Одеського університету (філологічний факультет), працював у газеті «Чорноморська комуна». У 1958 році захистив кандидатську дисертацію в Інституті російської літератури АН СРСР (Пушкінський дім), куди і перейшов на роботу в якості старшого наукового співробітника.
Друкуватися почав з 1951 року. Автор монографій «Майстерність Михайла Шолохова» (1964) і «Російський радянський науково-фантастичний роман» (1970), а також глав і розділів в «Історії російського радянського роману», «Російському радянському оповіданні. Нариси жанру» та інших працях Пушкінського будинку. Написав десятки робіт з теорії та історії наукової фантастики, а також з творчості окремих авторів фантастів (ряд публікацій — у співавторстві з А. Балабухою) — А. Бєляєва, А. Богданова, І. Єфремова та інших. Член Спілки письменників СРСР.
 У 1973 році на нараді письменників-фантастів соціалістичних країн в Познані (Польща) за монографію «Російський радянський науково-фантастичний роман» Брітікову була присуджена міжнародна премія. Він є також лауреатом премії імені Олександра Бєляєва за цю ж роботу.
Анатолій Федорович пішов з життя 15 березня 1996 року на 72 році життя у Санкт-Петербурзі.

## Наукові досягнення
Анатолій Бритиков зробив істотний внесок у дослідження фантастики. Особливе значення для розвитку науки мала його піонерська фундаментальна монографія «Російський радянський науково-фантастичний роман» (1970), яка охоплює історичний шлях дореволюційної російської і радянської науково-фантастичної прози. В своїй науковій праці автор розкриває проміжну або, точніше сказати, подвійну природу наукової фантастики, яка поряд з науковим мисленням включає відмінне від нього художнє мислення. І як раз прогностична функція, яка виводить наукову фантастику як пізнання як художнього, так і наукового, в той же час пов'язує її з тим і іншим. Жоден рід людської діяльності — наука, практика або мистецтво — не ставив своїм прямим завданням підняти завісу майбутнього. А адже в цьому — сутність пізнання. Тільки передбачаючи майбутнє, можна переробити сьогодення. Він пояснює популярність фантастики передбаченням. Автор підкреслює, що з того моменту, як фантастика стала поетичним супутником науки, вона придбала якість, якої не мала і не може мати споріднена їй чарівна казка — коефіцієнт достовірності. Ця книга стала основною, базовою роботою для наступних дослідників наукової фантастики.
 У 2000 році була видана посмертно друга його монографія з фантастики — «Вітчизняна науково-фантастична література. Деякі проблеми історії та теорії жанру». У 2005 році зусиллями родини побачила світ його дослідницька праця «Наукова фантастика — особливий рід мистецтва»

## Премії та нагороди
- 1996, Бєляєвська премія, Спеціальна премія Журі
- 2001, АБС-премія в категорії «Критика і публіцистика» за «Вітчизняна науково-фантастична література. Деякі проблеми історії та теорії жанру»
- 2001, Бронзовий Равлик в категорії «Публіцистика» за «Вітчизняна науково-фантастична література. Деякі проблеми історії та теорії жанру»
- 2001, Мандрівник в категорії «Критика (публіцистика)» за "Вітчизняна науково-фантастична література. Деякі проблеми історії та теорії жанру

## Вибрана бібліографія
- А. В. Луначарський про утопічний роман // Рос. літ. — Л., 1975. — № 4. — С. 44-56.
- Олександр Шалімов та його книги // Шалімов А. Вікно у нескінченність. — Л.: Дит. лит., 1980. — С. 215—221.
- «Аеліта» А. Товстого — художній метод і структура // Структура літературного твору. — Л., 1984.
- В єдності з майбутнім і минулим // Богданов А. Червона зірка; Лавреньов Б. Крах республіки Итль: Романи. — М: Правда, 1990. — С. 399—413. — У співавт. з А. Д. Балабухой.
- Повернення вперед: (Нотатки про ленінград. фантастику) // Про літературу для дітей: Вип. 26. — Л.: Дит. лит., 1983. — С. 44-54. — У співавт. з А. Балабухой.
- Вступна стаття: Нарис творчості А. Р. Бєляєва // Бєляєв А. Р. Фантастика. — Л.: Леніздат, 1976. — С. 3 — 19.
- До 30-річчя космічної ери. Блискучий сплав мрії і теорії: (Нотатки про космич. ері у НФ) // ПРО літературу для дітей: Вип. 30. — Л.: Дит. лит., 1987. — С. 95-105. — У співавт. з А. Балабухой.
- Лев Толстой і Жуль Верн: (До питання взаємодії мистецької творчості з навч. у творах рос. і фр. письменників) // Рос. літ. — Л., 1978. — № 4.
- Ленін і Уеллс // Рос. літ. — Л., 1970. — № 2. — С. 14-33.
- Початок Галактичного братства. Про специфіку у темах сучасної фантастики // Поз. літ. — 1967. — № 3. — С. 10-13.
- Наукова фантастика: Справи творчі та організаційні // Літ. огляд. — 1975. — № 10. — С. 47-50.
- Наукова фантастика, фольклор і міфологія // Рос. літ. — Л., 1984. — № 3. — С. 55-74.
- Науково-фантастичне оповідання // Російське радянське оповідання: Нариси жанру. — Л.: Наука, 1970.
- Пафос космізації у науковій фантастиці // Сучасний радянський роман. Філософські аспекти. — Л.: Наука, 1979. — С. 225—240.
- Осягаючи третю дійсність: (Нотатки про сучас. соціальну фантастику) // Про літературу для дітей: Вип. 29. — Л.: Дит. лит., 1985. — С. 42-60. — У співавт. з А. Балабухой.
- Передбачення майбутнього: Наукова фантастика і соціальний прогрес // Рос. літ. — 1986. — № 2. — С. 110—122.
- Проблеми вивчення наукової фантастики // Рос. літ. — Л., 1980. — № 1. — С. 193—202.
- Перевірка боєм: (Нотатки про воєн. теми в батьківщин. НФ) // ПРО літературу для дітей: Вип. 28. — Л.: Дит. лит., 1985. — У співавт. з А. Балабухой.
- Радянська наукова фантастика // Жанрово-стильові шукання сучасної радянської прози. — М., 1971. — С. 308—350.
- Три життя Олександра Бєляєва (Крит. -биогр. нарис) // Бєляєв А. Р. Зібрання творів: У 5 т. — Л.: Дит. лит., 1983. — Т. 1. — С. 7 — 30. — У співавт. з А. Д. Балабухой.
- Уеллс і революційна Росія // Рос. літ. — Л., 1977. — № 2. — С. 38-53.
- Фантастика, її специфіка та дійсність // Радянська література і новий чоловік. — Л., 1967. — C. 303—354.
- Фантастична література і проблеми реалізму // Симпозіум «Творчість і сучасний науковий прогрес»: Доп. — Л., 1966.
- Доцільність краси в естетиці Івана Єфремова // Творчі погляди радянських письменників. — Л.: Наука, 1981. — С. 156—180.
- Людина і його час (Життя і книги Георгія Мартинова) // Мартинов Р. Гианэя: Роман. — Л.: Дит. лит., 1989. — С. 5 — 16. — У співавт. з А. Д. Балабухой.
- Що ховається за кризою сучасної фантастики // Сучасна літературно-художня критика. — Л.: Наука, 1975. — С. 221—223.
- Еволюція наукової фантастики // Про прогрес у літературі. — Л., 1977. — С. 209—237.
- Естафета розуму // Естафета розуму: Сб. — Л.: Дит. лит., 1988.